# Grums församling
Grums församling är en församling i Grums pastorat i Södra Värmlands kontrakt i Karlstads stift. Församlingen ligger i Grums kommun i Värmlands län.

## Administrativ historik
Församlingen har medeltida ursprung.
Församlingen var på medeltiden möjligen moderförsamling i pastoratet Grums och Ed för att därefter till 1 maj 1921 vara annexförsamling i pastoratet Nor, Segerstad, Grums och Ed som från 11 januari 1716 utökades med Borgviks församling. Från 1 maj 1921 till 1992 utgjorde församlingen ett eget pastorat för att därefter till 2011 vara moderförsamling i pastoratet Grums och Värmskog. Församlingen är sedan 2011 moderförsamling i pastoratet Grums, Värmskog och Ed-Borgvik.

## Kyrkor
- Grums kyrka
- Solbergskyrkan